# نورتون سنتر (ماساچوست)
نورتون سنتر (به انگلیسی: Norton Center) یک منطقهٔ مسکونی در ایالات متحده آمریکا است که در شهرستان بریستول، ماساچوست واقع شده‌است. نورتون سنتر ۴٫۷ کیلومتر مربع مساحت و ۲٬۶۷۱ نفر جمعیت دارد.